# 김영빈 (1991년)
김영빈(한국 한자: 金榮彬, 1991년 9월 20일 ~ )은 대한민국의 축구 선수이며 포지션은 수비수이다. 현 전북 현대 모터스에서 활약하고 있다.

## 축구인 경력

### 선수 경력
2014년 광주대학교를 졸업하고 드래프트를 통해 K리그 챌린지의 광주 FC에 입단하였다. 데뷔 시즌부터 팀의 주전 센터백으로 리그 26경기에 출전하였고, 경남 FC와의 승강 플레이오프에도 2경기 모두 출전하며 팀의 K리그 클래식 승격에 기여하였다. 1부 리그에서의 첫 시즌인 2015 시즌에도 주전 센터백 자리를 지키며 리그 28경기에 나서 2골을 기록했다.